# 二刻拍案驚奇

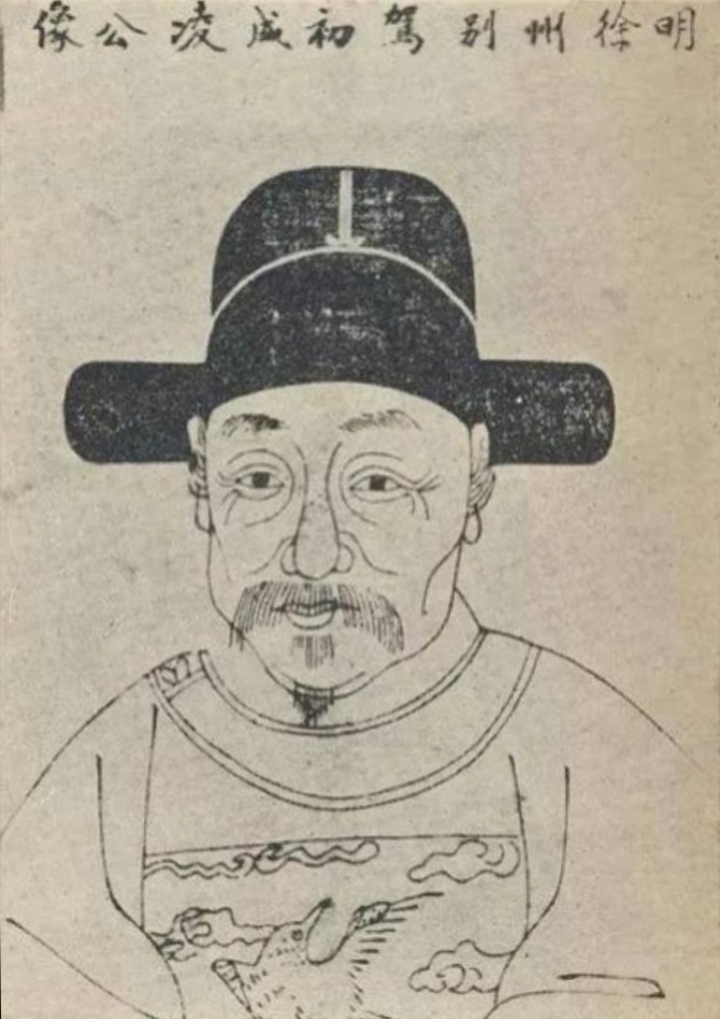
作者凌濛初像

《二刻拍案驚奇》是中国明朝末年出版的短篇白話小說集，为凌濛初編著，是在明代凌濛初在“三言”的直接影响下写成的短篇小说集，和先前出版的《初刻拍案驚奇》并称“二拍”，和馮夢龍的“三言”齐名。“三言”是指《喻世明言》、《警世通言》、《醒世恒言》。

## 簡介
《二刻拍案驚奇》初版刊行于明崇祯五年（1632年），全书共四十卷，为四十篇独立的故事。其中春秋一篇，宋十四篇，元三篇，明十九篇，不确定时代者二篇，另有“宋公明闹元宵”杂剧一篇。
后明末抱甕老人（真名不詳）鑒於「三言」、「二拍」卷帙浩繁，不易購得，且良莠不齊，故選出佳作四十篇編成《今古奇觀》，大獲讀者的歡迎。

## 版本
《二刻拍案驚奇》一書於清末已亡佚於中國，僅日本內閣文庫藏有一部，1956年王古魯依日本寫錄抄書加注，1957年5月由上海古典文學出版。
《二刻拍案驚奇》，1958年臺北世界書局據明尚友堂二刻本排印。 
《二刻拍案驚奇》，1955年李田意攝影內閣文庫本，1960年(民國四十九年)6月由臺北正中書局排印出版。

## 章回目录
- 卷一 进香客莽看金刚经 出狱僧巧完法会分
- 卷二 小道人一着饶天下 女棋童两局注终身
- 卷三 权学士权认远乡姑 白孺人白嫁亲生女
- 卷四 青楼市探人踪 红花场假鬼闹
- 卷五 襄敏公原宵失子 十三郎五岁朝天
- 卷六 李将军错认舅 刘氏女诡从夫
- 卷七 吕使君情媾宦家妻 吴太守义配儒门女
- 卷八 沈将仕三千买笑钱 王朝议一夜迷魂阵
- 卷九 莽儿郎惊散新莺燕 扶梅香认合玉蟾蜍
- 卷十 赵五虎合计挑家衅 莫大郎立地散神奸
- 卷十一 满少卿饥附饱飏 焦文姬生仇死报
- 卷十二 硬勘案大儒争闲气 甘受刑侠女著芳名
- 卷十三 鹿胎庵客人作寺主 剡溪里旧鬼借新尸
- 卷十四 赵县君乔送黄柑 吴宣教干偿白镪
- 卷十五 韩侍郎婢作夫人 顾提控掾居郎署
- 卷十六 迟取券毛烈赖原钱 失还魂牙僧索剩命
- 卷十七 同窗友认假作真 女秀才移花接木
- 卷十八 甄监生浪吞秘药 春花婢误泄风情
- 卷十九 田舍翁时时经理 牧童儿夜夜尊荣
- 卷二十 贾廉访赝行府牒 商功父阴摄江巡
- 卷二十一 许察院感梦擒僧 王氏子因风获盗
- 卷二十二 痴公子狠使噪脾钱 贤丈人巧赚回头婿
- 卷二十三 大姊魂游完宿愿 小姨病起续前缘
- 卷二十四 庵内看恶鬼善神 井中谭前因后果
- 卷二十五 徐茶酒乘闹劫新人 郑蕊珠鸣冤完旧案
- 卷二十六 懵教官爱女不受报 穷庠生助师得令终
- 卷二十七 伪汉裔夺妾山中 假将军还姝江上
- 卷二十八 程朝奉单遇无头妇 王通判双雪不明冤
- 卷二十九 赠芝麻识破假形 撷草药巧谐真偶
- 卷三十 瘗遗骸王玉英配夫 偿聘金韩秀才赎子
- 卷三十一 行孝子到底不简尸 殉节妇留待双出柩
- 卷三十二 张福娘一心贞守 朱天锡万里符名
- 卷三十三 杨抽马甘请杖 富家郎浪受惊
- 卷三十四 任君用恣乐深闺 杨太尉戏宫馆客
- 卷三十五 错调情贾母詈女 误告状孙郎得妻
- 卷三十六 王渔翁舍镜崇三宝 白水僧盗物丧双生
- 卷三十七 叠居奇程客得助 三救厄海神显灵
- 卷三十八 两错认莫大姐私奔 再成交杨二郎正本
- 卷三十九 神偷寄兴一枝梅 侠盗惯行三昧戏
- 卷四十 宋公明闹元宵杂剧